# Cucullia negrifascia
Cucullia negrifascia är en fjärilsart som beskrevs av George Francis Hampson 1894. Cucullia negrifascia ingår i släktet Cucullia och familjen nattflyn. Inga underarter finns listade i Catalogue of Life.